# Bors (Canton de Montmoreau-Saint-Cybard)
Bors(Canton de Montmoreau-Saint-Cybard) is een gemeente in het Franse departement Charente (regio Nouvelle-Aquitaine) en telt 271 inwoners (2005). De plaats maakt deel uit van het arrondissement Angoulême.

## Geografie
De oppervlakte van Bors(Canton de Montmoreau-Saint-Cybard) bedraagt 15,7 km², de bevolkingsdichtheid is 17,3 inwoners per km².
De onderstaande kaart toont de ligging van Bors (Canton de Montmoreau-Saint-Cybard) met de belangrijkste infrastructuur en aangrenzende gemeenten.

## Demografie
Onderstaande figuur toont het verloop van het inwonertal (bron: INSEE-tellingen).

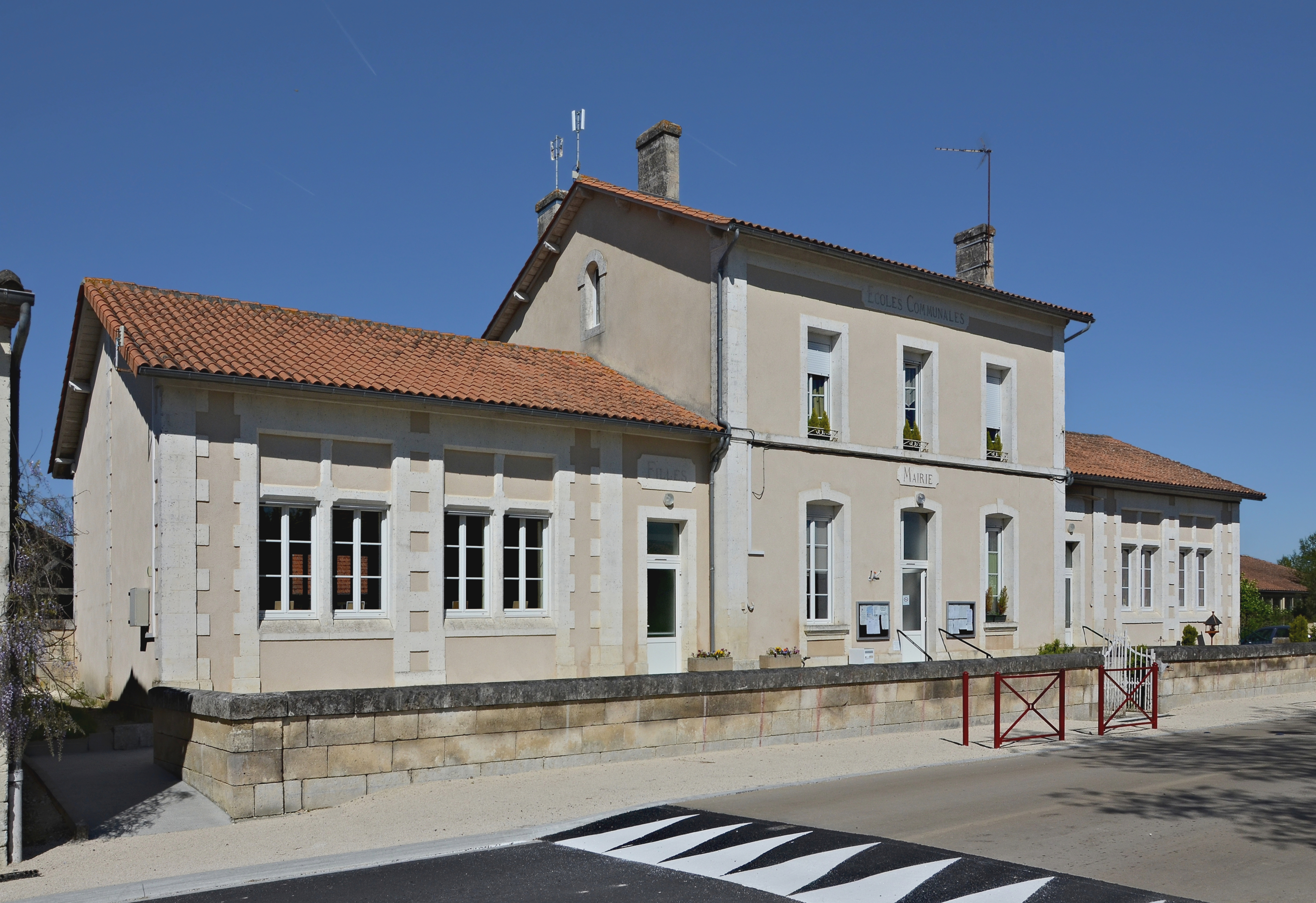
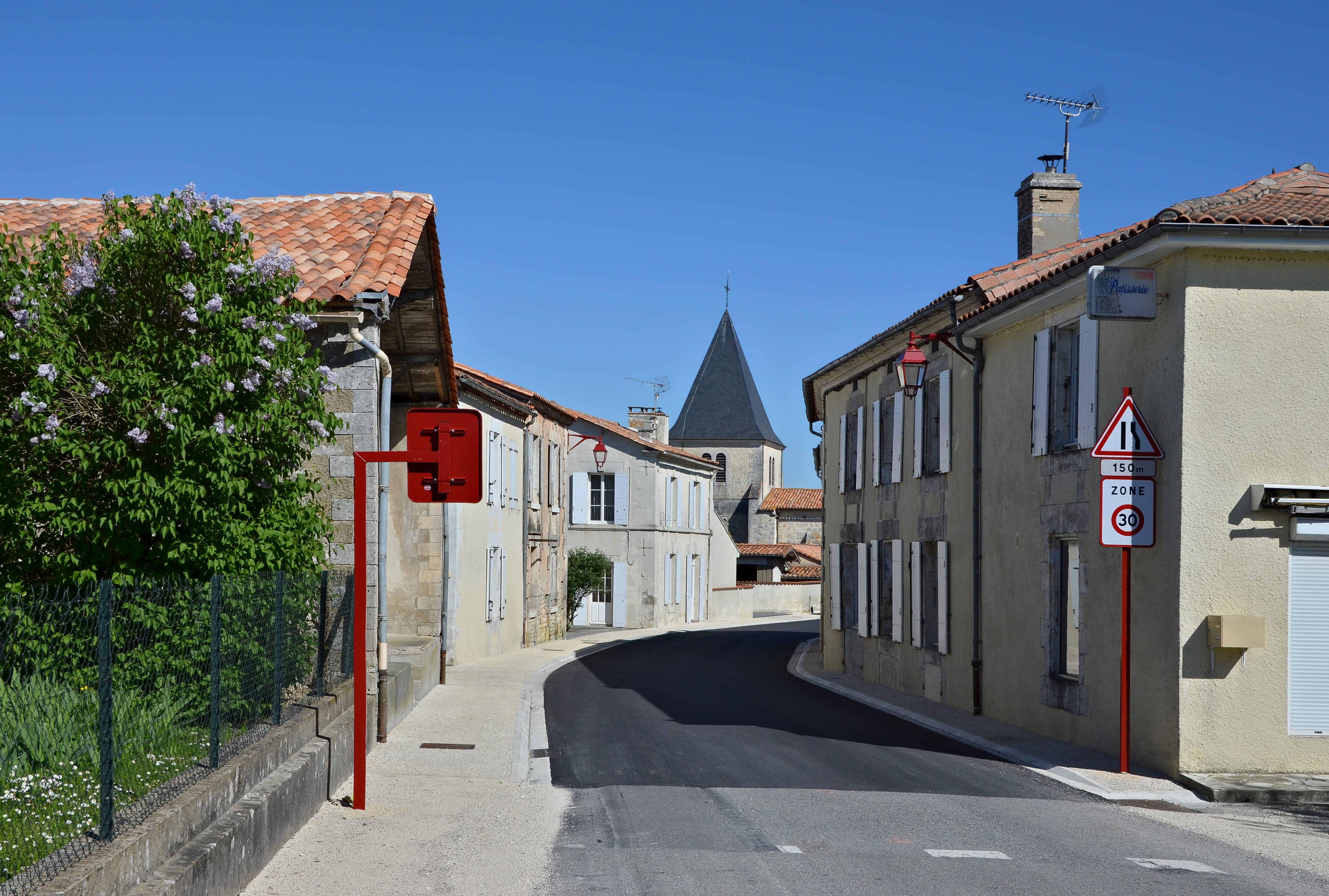
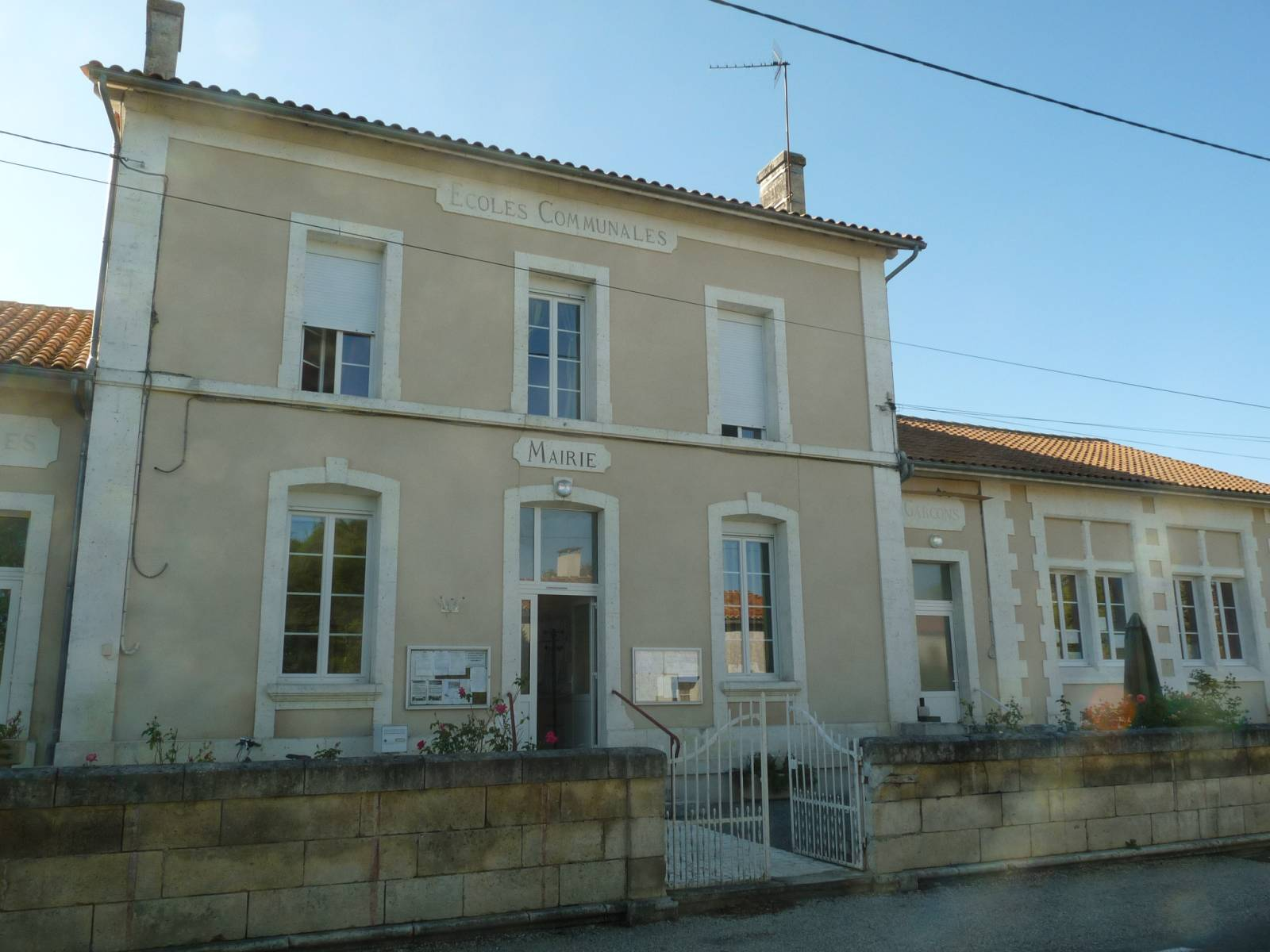

Vanwege een beveiligingsprobleem met de MediaWiki Graph-software is het momenteel niet mogelijk deze grafiek weer te geven. Zodra de software is bijgewerkt zal de grafiek vanzelf weer zichtbaar worden.
1. ↑  Populations de référence 2022.